# Seta (biologia)
El terme seta (en llatí seta en singular, setae en plural, literalment 'cerra') en biologia i anatomia es fa servir per a denominar diverses estructures anatòmiques que tenen aparença de flocs pilosos o pinzells. A hores d'ara el DIEC només recull l'accepció associada als briòfits, tot i això és usual veure el mot en la literatura científica aplicant-se a d'altres trets anatòmics.

## Setes als diversos organismes

### Setes briofítiques

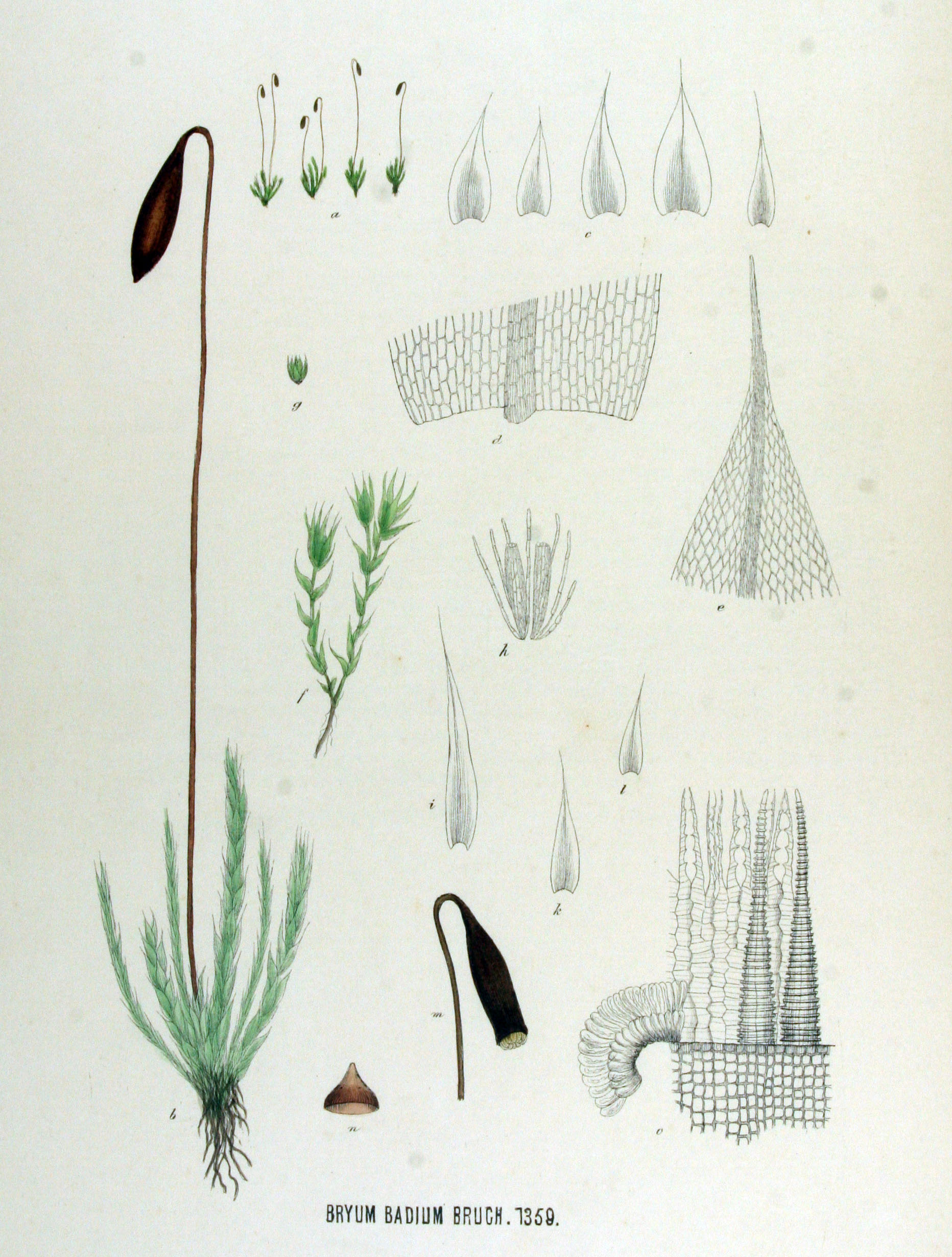
Il·lustració botànica representant un esporòfit de Bryum caespiticium fixat sobre el gametòfit. La seta comunica la càpsula (dalt) amb el gametòfit (verd).

En botànica, "seta" fa referència a la "tija" que suporta la càpsula d'una molsa o hepàtica i que li proporciona nutrients. La seta forma part de l'esporòfit i té un peu curt incrustat al gametòfit sobre el que creix. Les setes no estan presents a totes les molses, però en algunes espècies poden arribar als 15 a 20 centímetres d’alçada.

### Chaetocerotaceae
A la família de les diatomees Chaetocerotaceae, "seta" fa referència a les superfícies piloses de la valva, és a dir, de la cara de les cèl·lules. Aquestes setes tenen una estructura diferent de la valva. Aquestes setes poden evitar un enfonsament ràpid i també protegir les cèl·lules del pasturatge.

### Setes en fongs

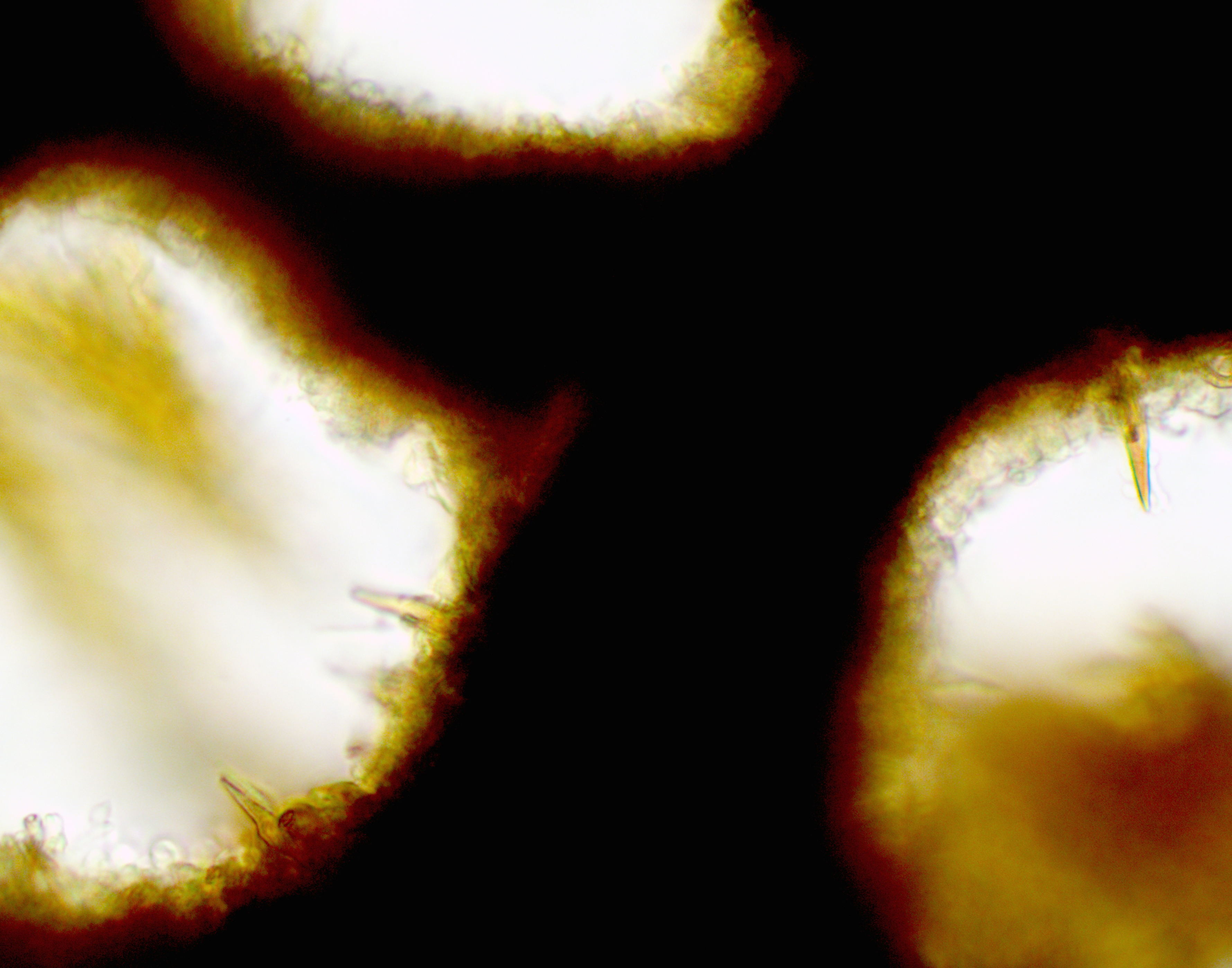
Setes punxegudes que sobresurten als tubs superficials fèrtils del fong Phellinus gilvus. Feu clic a la imatge.

En micologia les "setes" es refereixen a cistidis marrons foscos, de parets gruixudes, semblants a espines, que es troben en fongs corticioides i poroides de la família Hymenochaetaceae. Encara que principalment microscòpiques, les setes d'algunes espècies poden ser prou destacades per ser visibles amb una lent manual.

### Anèl·lids
Les setes dels anèl·lids són cerres rígides sobre al cos. Ajuden, per exemple, a que els cucs de terra s’adhereixin a la superfície i evitin relliscar cap enrere durant el moviment peristàltic. Aquests pèls dificulten arrencar un cuc del terra. Les setes dels oligoquets (un grup que inclou els cucs de terra) en gran part estan fets de quitina. Es classifiquen segons l'extremitat a la qual s’adhereixen; per exemple, les notosetae estan unides als notopodia; neurosetae a neuropodis.

### Crustacis
Els crustacis tenen setes mecano i quimiosensores. Les setes són especialment presents a les parts bucals dels crustacis i també es poden trobar a les potes anteriors. En alguns casos, les setes es modifiquen en estructures en forma de placa. Les setes a les potes del krill i altres crustacis petits els ajuden a recollir fitoplàncton. Els capta i permet menjar-los.

### Insectes

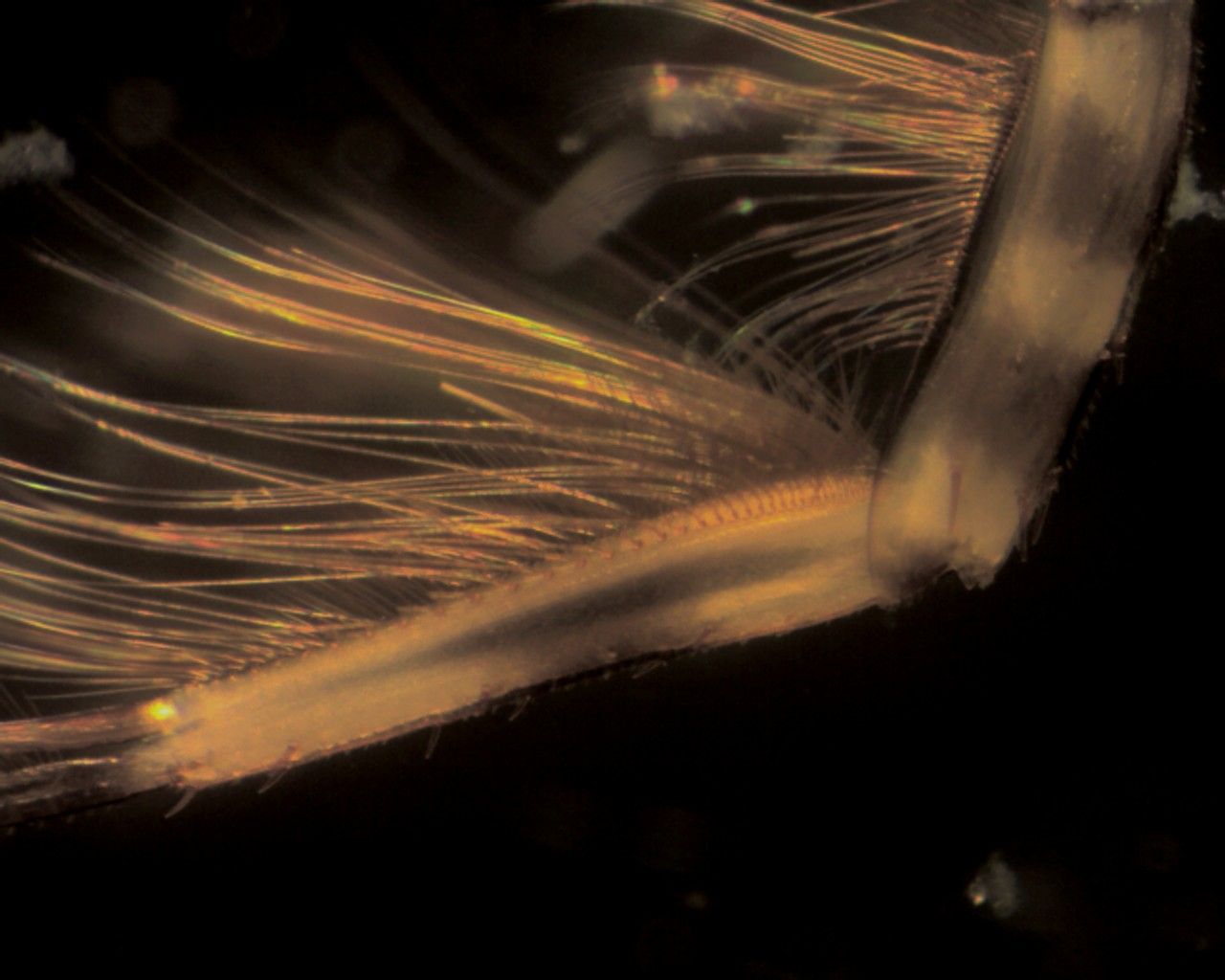
Seta sobre la pota anterior d'un efemeròpter

Les setes del tegument dels insectes són unicel·lulars, cosa que significa que cadascuna està formada a partir d'una única cèl·lula epidèrmica d’un tipus anomenat tricogen, que significa literalment "generador de cerres". Al principi són buits i en la majoria de les formes romanen buits després que s’hagin endurit. Creixen i es projecten a través d’una cèl·lula secundària o accessòria d’un tipus anomenat tormogen, que genera la membrana flexible especial que connecta la base de la seta amb el tegument circumdant. A voltes poden rebre noms més o menys variats, basant-se la seva forma i funció, les setes es poden anomenar pèls, macrotricia, chaetae o escates. La membrana setal no està cuticularitzada i és possible el moviment. Alguns insectes, com les larves d’Eriogaster lanestris, utilitzen setes com a mecanisme de defensa, ja que poden causar dermatitis quan entren en contacte amb la pell.

### Deuteròstoms
El 2017 es va publicar una descripció d’una nova espècie de deuteròstoma basal. Sembla que aquest animal té setes als porus al llarg del costat del cos.

### Dragons

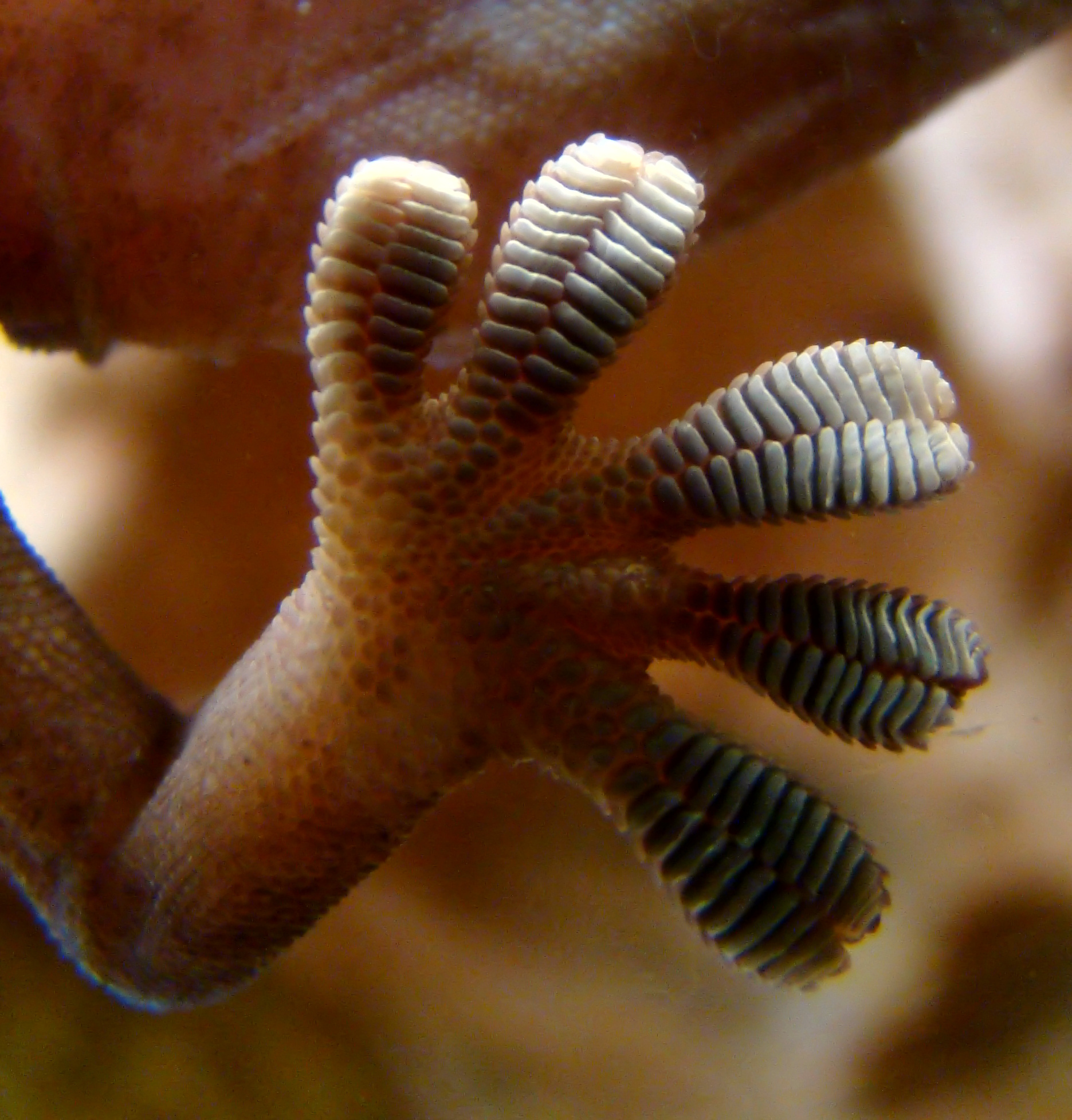
Primer pla de la planta d’un peu de dragó mentre camina sobre un vidre vertical

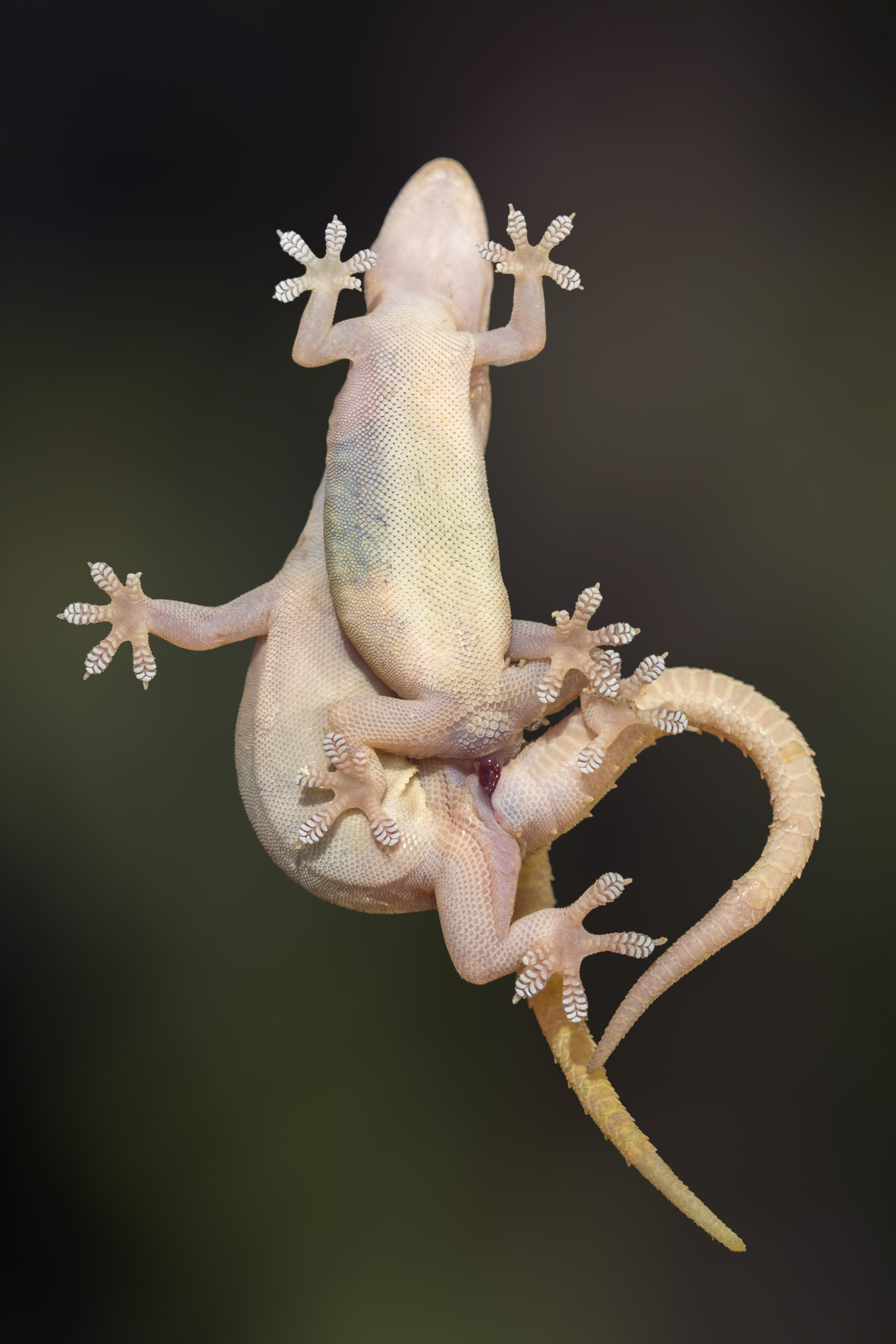
Dragons aparellant-se en una finestra de vidre vertical i mostrant làmines sota els peus

Els coixinets dels peus d'un dragó són petits processos semblants als cabells que tenen un paper en la capacitat de l'animal per aferrar-se a les superfícies verticals. Les setes a escala micromètrica es ramifiquen en projeccions a escala nanomètrica anomenades espàtules (spatulae).
Segons Kellar Autumn, "Dos peus davanters d'un Gekko gecko poden suportar 20,1 N de força paral·lels amb una superfície de 227 mm ² d'àrea de petjada (Irschick et al. 1996). El peu d’un d'aquests animals porta aproximadament 3.600 tetrades de setes per mm ² o 14.400 setes per mm ² (Schleich i Kastle 1986; pers. -). En conseqüència, una sola seta hauria de produir una força mitjana de 6-2 pN, i una tensió de cisalla mitjana de 0-090 N mm −l (0,9 atm). Tanmateix, les setes individuals es van revelar molt menys enganxoses i molt més enganxoses del que es preveia amb les mesures de tots els animals, en diferents condicions experimentals, la qual cosa implica que la fixació i el despreniment de les setes dels dragons es controlen mecànicament (Autumn et al. 2000). "

## Setes sintètiques
Les setes sintètiques són una mena d'adhesius sintètics que es desprenen a voluntat, de vegades anomenats adhesius reajustables, però que presenten una adhesivitat substancial. El desenvolupament d’aquests materials sintètics és una qüestió d’investigació en curs.